# Ösjön (Karbennings socken, Västmanland)
Ösjön är en sjö i Norbergs kommun i Västmanland och ingår i Norrströms huvudavrinningsområde. Sjön är 16,6 meter djup, har en yta på 0,188 kvadratkilometer och befinner sig 139,1 meter över havet.

## Delavrinningsområde
Ösjön ingår i det delavrinningsområde (665828-151464) som SMHI kallar för Utloppet av Bågen. Medelhöjden är 138 meter över havet och ytan är 35,32 kvadratkilometer. Räknas de 2 avrinningsområdena uppströms in blir den ackumulerade arean 55,18 kvadratkilometer. Svartån som avvattnar avrinningsområdet har biflödesordning 2, vilket innebär att vattnet flödar genom totalt 2 vattendrag innan det når havet efter 197 kilometer. Avrinningsområdet består mestadels av skog (83 procent). Avrinningsområdet har 1,7 kvadratkilometer vattenytor vilket ger det en sjöprocent på 4,8 procent.